# Teatre del Mar
El Teatre del Mar és un espai escènic situat a la zona d'El Molinar (Palma), carrer del Capità Ramonell Boix i gestinat per la Fundació Teatre del Mar. Anteriorment, l'espai havia estat una sala parroquial on es representaven obres de teatre. Després es convertí en la Sala Rex on es projectava també cinema. En la dècada dels anys 80 del segle XX tancà les portes. L'any 1990, el grup Iguana Teatre el convertí en el Teatre del Mar i el 1992 es creà la Fundació del Teatre del Mar.
El Teatre, finançat pel Govern de les Illes Balears, el Consell Insular de Mallorca, l'Ajuntament, i per socis privats, va haver de reduir la seva activitat el 2010, quan a causa de la crisi econòmica general, el seu pressupost anual es va reduir un 22,5%.